# دراغان راكا
دراغان راكا (بالصربية: Драган Раца)‏ مواليد 3 مارس 1961 في يوغوسلافيا، هو مدرب كرة سلة صربي ولاعب معتزل. بدأ مسيرته الاحترافية في سنة 1984. اعتزل اللعب في 2002.

## المسيرة الاحترافية
لعب مع نادي شيبينيك لكرة السلة من سنة 1986 إلى 1989، ثم لعب مع نادي بارتيزان لكرة السلة في موسم 1989–1990، ثم لعب مع أيه إي كي لارنكا في موسم 1991–1992، ثم لعب مع أريس ليماسول في موسم 1992–1993، ثم لعب مع نادي ليماسول لكرة السلة في موسم 2001–2002.